# Івоне
Івоне (пол. Iwonie) — село в Польщі, у гміні Задзім Поддембицького повіту Лодзинського воєводства.
Населення — 161 особа (2011).
У 1975-1998 роках село належало до Серадзького воєводства.

## Демографія
Демографічна структура станом на 31 березня 2011 року:
|          | Загалом | Допрацездатний вік | Працездатний вік | Постпрацездатний вік |
| -------- | ------- | ------------------ | ---------------- | -------------------- |
| Чоловіки | 78      | 15                 | 48               | 15                   |
| Жінки    | 83      | 17                 | 34               | 32                   |
| Разом    | 161     | 32                 | 82               | 47                   |